# NEC V20

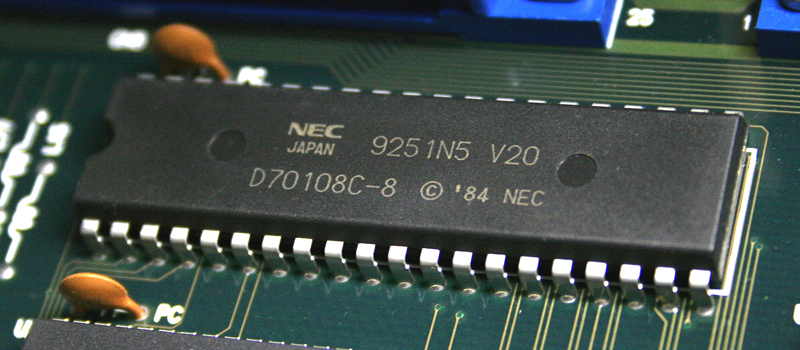
NEC V20 (µPD70108), 8 MHz

A NEC V20 (μPD70108) egy a japán NEC által készített mikroprocesszor, az Intel 8088 mérnöki visszafejtésével ill. architektúra-visszatervezés módszerével készült, a lábkiosztása megegyezik a 8088-assal, utasításkészlete viszont az Intel 80186 processzorénak felel meg.
A csip közelítőleg 29 000 tranzisztort tartalmaz, 8-tól 16 MHz-ig terjedő órajelen futhat, és működése (alkalmazástól függően) közel 30%-kal gyorsabb, mint az azonos órajelű 8088-as, ami elsősorban a hardveres szorzónak köszönhető (a 8088-as ugyanis a szorzást mikrokódolt programmal végzi).

## Felhasználás
A NEC V20 egyes PC klónok „turbó” változatában került felhasználásra, pl. a Commodore PC kompatibilis rendszereiben, a Copam és a Tandy 1000 laptop sorozatban. Ez a Casio PV-S450 és a Hewlett-Packard HP 95LX PDA-k processzora. A Sony szintén gyártotta ezt a processzort a NEC licence alapján, V20H ill. Sony CXQ70108 jelöléssel.

## Jellemzők
A szokásos 8086-os felépítés és funkciók mellett a NEC V20-nak van egy szokatlan tulajdonsága: rendelkezik egy Intel 8080 emulációs üzemmóddal is, amelyben képes az Intel 8080 processzorra fordított programokat futtatni, tehát a változtatás nélküli 8080-as bináris kódot végrehajtani. A 8086 és 8080-as üzemmódok között futás közben lehet átváltani, erre szolgál a 8086 módban végrehajtható BRKEM utasítás (a NEC az Inteltől eltérő utasításjelölést használt, így a NEC BRK megfelel az Intel INT jelölésnek), 8080 módban pedig a RETEM és CALLN utasítások. Létezik néhány program, amely lehetővé tette a 8080-alapú CP/M-80 programok futtatását MS-DOS operációs rendszerű gépeken: ilyenek a V2080 CPMulator (később ZRUN), szerzője Michael Day, és a 22nice a SYDEX-től.

## Változatai és utódai

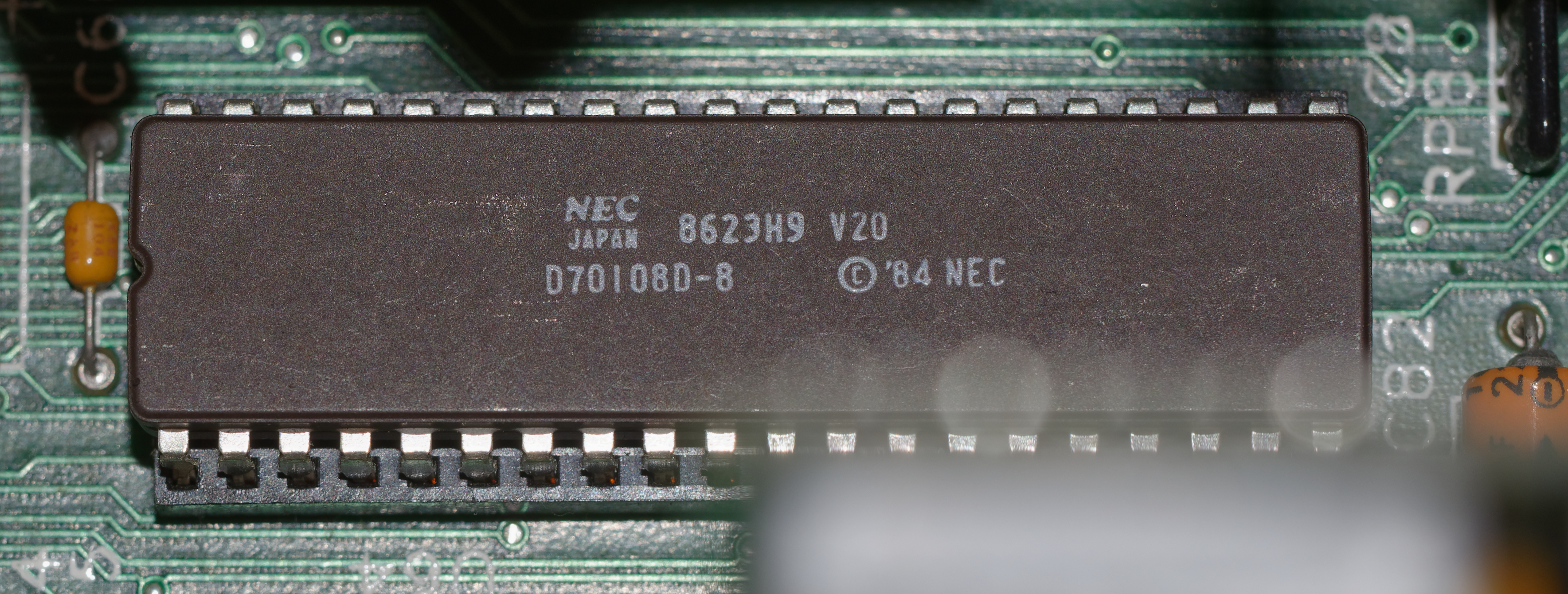
V20 csip egy alaplapon

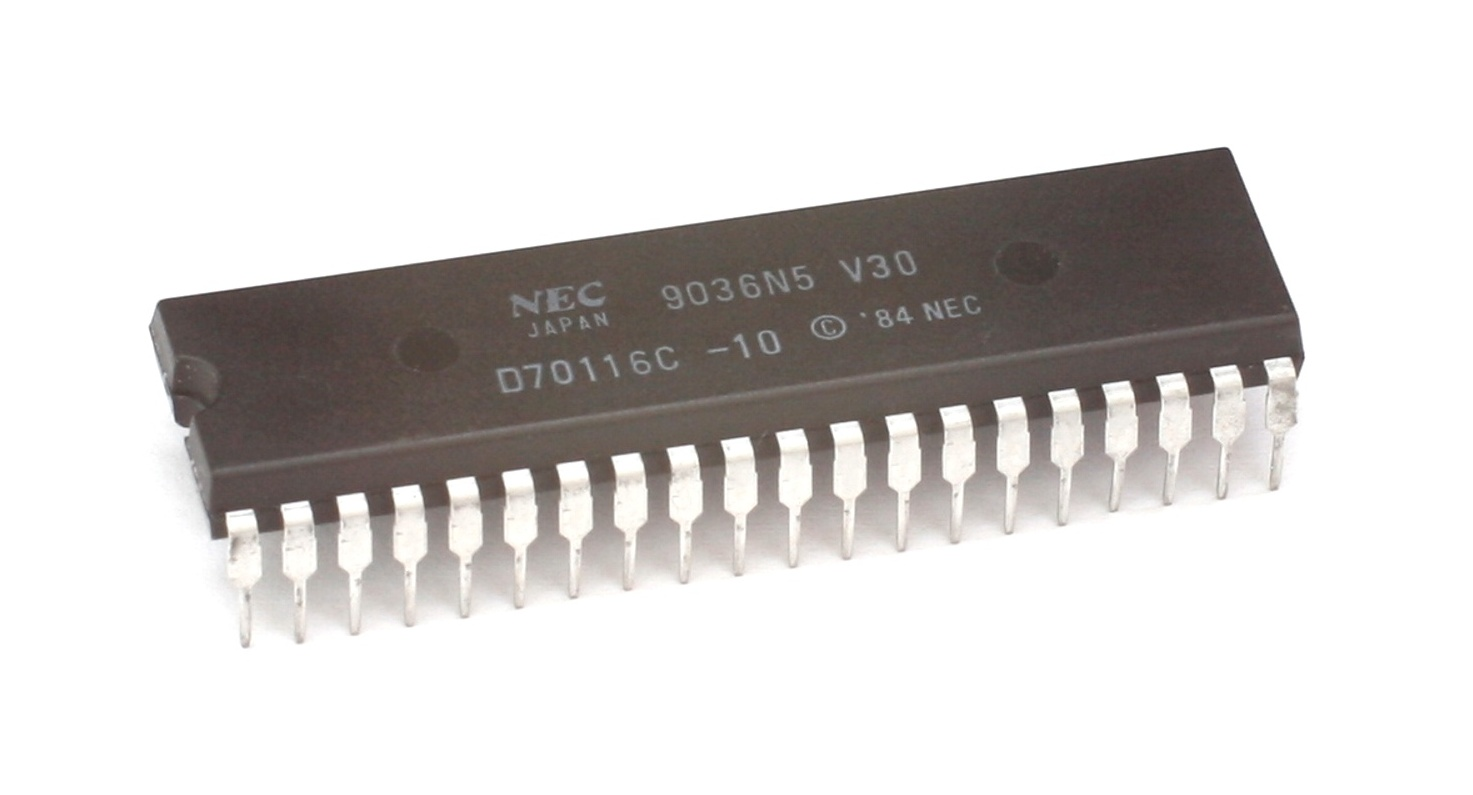
NEC V30 (μPD70116), 10 MHz

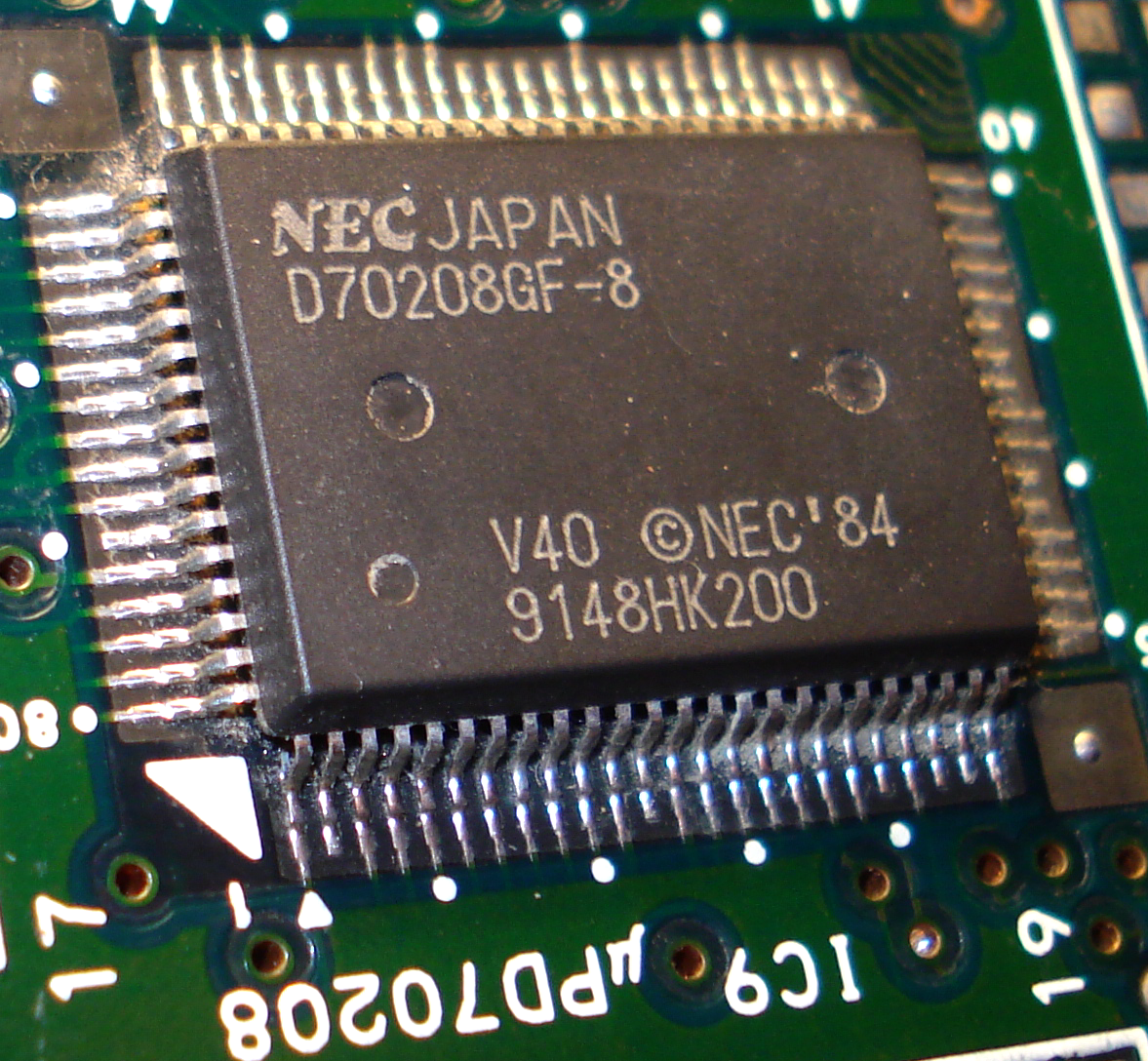
NEC V40 (μPD70208)

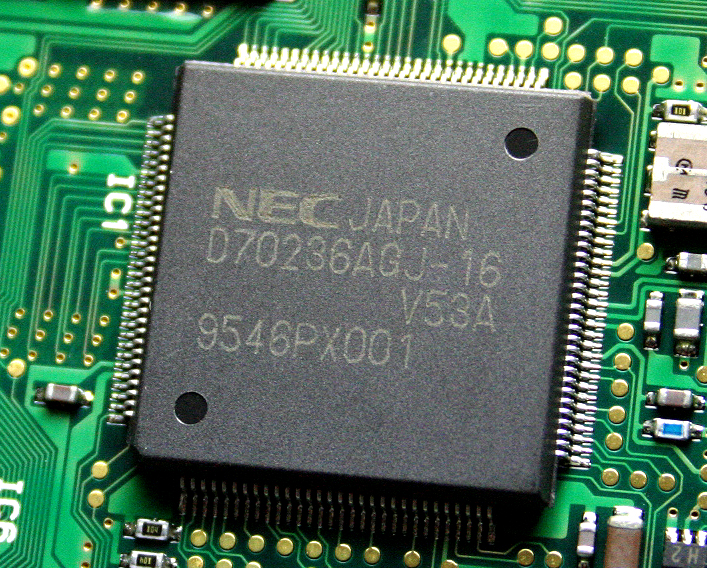
NEC V53A (µPD70236A)

- A NEC V30 (μPD70116) a NEC V20 egy olyan változata, amely lábkompatibilis az Intel 8086 processzor 16 bites adatsínével. Ez is támogatja a 8080 emulációt. A V30-at a GTD-5 EAX Class 5 telefonközpont cserealkatrészeként és a processzorrendszer teljesítménynövelő javításaként használták fel az 1980-as évek végén. Használták még a Psion Series 3, az (1982-ben kibocsátott) NEC PC-9801, az Olivetti PCS86 számítógépekben és az Apple II számára készített Applied Engineering „PC Transporter” emulátor-bővítőegységben, emellett számos, főleg az Irem gyártmányú játéktermi játékgépben, az 1980-as évek végén. 1999-től egy alacsony feszültségű V30 MZ jelű változatot használtak a Bandai WonderSwan kézi játékkonzoljában. Ez kb. 4-szer gyorsabb a V30-nál, belső futószalagos feldolgozású, 16 bájtos előolvasó tárral (prefetch buffer) és 8 előolvasó sorral.[1]
- A NEC V20HL (μPD70108H) és NEC V30HL (μPD70116H) nagy sebességű (max. 16 MHz) és kis fogyasztású változatok.
- A NEC V25 (µPD70320) a NEC V20 processzor mikrovezérlő változata.
- A NEC V25HS (μPD79011) – a V25 egy olyan változata, amely az RX116 RTOS-t (valós idejű operációs rendszert) tartalmazza a belső ROM-ban.
- A NEC V25+ (μPD70325) – a V25 nagy sebességű változata.
- A NEC V33 a V30 szuper változata, elválasztott cím- és adatsínnel készült, minden utasítást huzalozott módon hajt végre, nem pedig mikrokóddal, ami jelentősen meggyorsítja az utasításvégrehajtást. Ez a modell összességében kétszer olyan gyors, mint a V30, ugyanazon órajelfrekvencián. A V33 teljesítménye megfelel az Intel 80286-énak. A NEC V33-ban emellett egy módszerrel 16 MiB-ra bővítették a memória címteret; két utasítás, a BRKXA és RETXA szolgál a kibővített címzési mód közötti oda-vissza kapcsolásra. A 8080 emulációt ez a processzor már nem támogatja.
- A NEC V33A (μPD70136A) csak annyiban különbözik a NEC V33-tól, hogy benne a megszakítási vektorok számai kompatibilisek az Intel 80X86 processzorokkal.
- A NEC V35 (μPD70330) a NEC V30 processzor mikrovezérlő változata. 16 bites külső adatsíne van.
- A NEC V35HS (μPD79021) – A V35 egy olyan változata, amely az RX116 RTOS-t tartalmazza a belső ROM-ban.
- A NEC V35+ (μPD70335) – A V35 nagy sebességű változata.
- A NEC V40 (μPD70208) a V20 beágyazott változata, integrált Intel-kompatibilis 8251 USART, 8253 programozható intervallum-időzítő, és 8255 párhuzamos port interfész van benne. Az Olivetti PC1-ben, a Digisystems Jetta XD-ben, a Sharp PC-4500 laptopban és a Zenith Eazy PC-ben használták.
- A NEC V40HL (μPD70208H) – A V40 nagy sebességű, kisfeszültségű változata.
- A NEC V50 (μPD70216) a V30 beágyazott változata, 16 bites külső adatsínnel. Az Akai S1000 sztereó samplerben alkalmazták, és ez a Korg M1 szintetizátor fő processzora.[2]
- A NEC V50HL (μPD70216H) – A V50 nagy sebességű, kisfeszültségű változata.
- A NEC V41 (μPD70270) és NEC V51 (μPD70280) a V30HL magot egyesítette a PC-XT perifériáival: 8255 párhuzamos port interfész, 8254 programozható időzítő, 8259 PIC, 8237 DMA vezérlő és 8042 billentyűzetvezérlő található benne, és egy teljes DRAM vezérlő is. Az Olivetti Quaderno XT-20-ban használták.
- A NEC V51 (μPD70280) a V30HL magot és a PC-XT perifériavezérlőket integrálja: 8255 párhuzamos port interfész, 8254 programozható intervallum időzítő, 8259 programozható megszakításvezérlő (PIC), 8237 DMA vezérlő és 8042 billentyűzet vezérlő. Teljes DRAM-vezérlőt is tartalmaz. Az Olivetti Quaderno PT-XT-20-ban használták.
- A NEC V53 (μPD70236) egy V33-as magot, 4 csatornás DMA vezérlőt (μPD71087/i8237), UART-ot (μPD71051/i8251), három időzítő-számlálót (μPD71054/i8254) és egy megszakításvezérlőt (μPD71059/i8259) egyesít. Az Akai MPC3000 zenei munkaállomásban[3][4] és az Akai SG01v ROM sampler készülékekben használták.
- A NEC V53A (μPD70236A) V33A magot és néhány perifériavezérlőt tartalmaz. Sharp Zaurus PI-B304/B308 PDA-kban alkalmazták.
- A NEC V55PI (μPD70433) egy 16 bites CPU, amelyben RAM, soros interfész, párhuzamos interfész, A/D átalakító, időzítők, DMA-vezérlő, megszakításvezérlő stb. található egyetlen csipen. A V55PI a V55 család tagja, és szoftveresen kompatibilis a μPD70322, és 70332 (V25 és V35) egycsipes mikroszámítógépekkel. A V55-család a V25 támogatását jelenti, és olyan magasabb szintű funkciókkal és nagyobb teljesítménnyel rendelkező modelleket kínál, amelyek számos alkalmazási területre alkalmasak. A V55PI egységet mechanikus vezérléshez kapcsolódó adatrendszerek vezérlésére, például nyomtató- és faxalkalmazásokban való használatra ajánlották.[5]
- A NEC V55SC (μPD70423) A V55SC ugyancsak rendelkezik a DS2 és DS3 jelű kiterjesztett szegmensregiszterekkel, ezen felül tartalmaz egy kétcsatornás Multi Protocol Serial Controller (MPSC) vezérlőt is, amely a μPD72001/72002 alrendszere.[6]
- A Vadem VG230 egy egycsipes PC platform. A VG230 egy IBM PC/XT-kompatibilis logikájú 16 MHz-es NEC V30HL processzort, LCD vezérlőt (CGA/AT&T640x400) érintősík (érintőképernyő) támogatással,[7] billentyűzetmátrix-pásztázót, kettős PCMCIA 2.1 kátya vezérlőt, hardveres EMS 4.0 támogatást max. 64 MiB méretű memóriához, és beépített timer, PIC, DMA, UART és RTC vezérlőket tartalmaz. A HP OmniGo 100 és 120 eszközökbe építették.
- A továbbfejlesztett Vadem VG330 egy IBM PC/AT logikájú 32 MHz NEC V30MX processzort, kettős PIC-t, LCD vezérlőt (640x480), billentyűzetmátrix-pásztázót, PC Card ExCA 2.1 vezérlőt és SIR portot tartalmaz.
- A NEC V60-tól kezdve a NEC elhagyta az x86 architektúrát, és egy új, saját fejlesztésű 32 bites CISC architektúrát vezetett be. A V60 és a V70 processzorok elsősorban a külső cím- és adatsínek szélességében különböznek. Mindkettő tartalmaz V20/V30 emulációs üzemmódot.[8]:§10[9]

A lapkák fotói
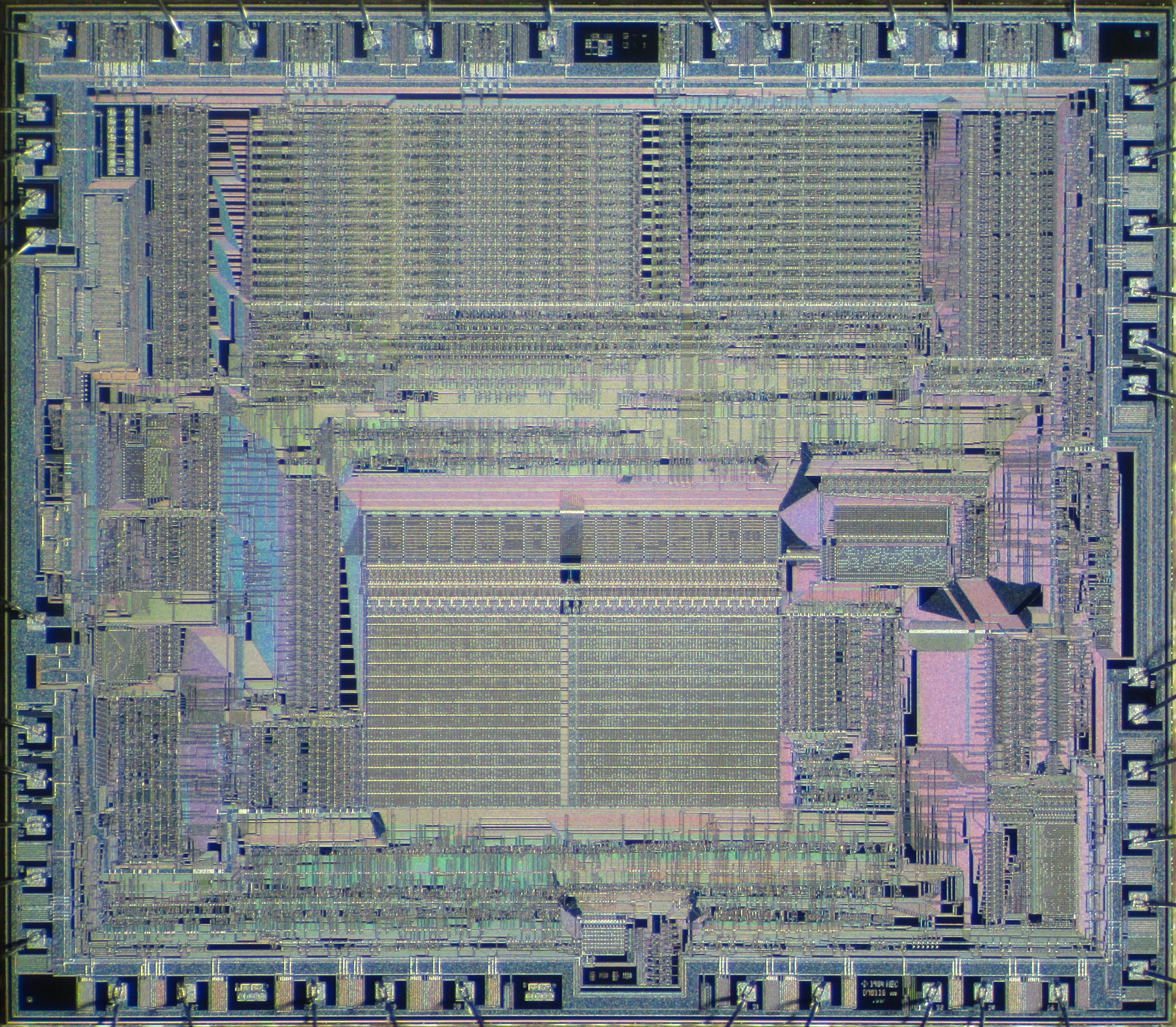
NEC V30
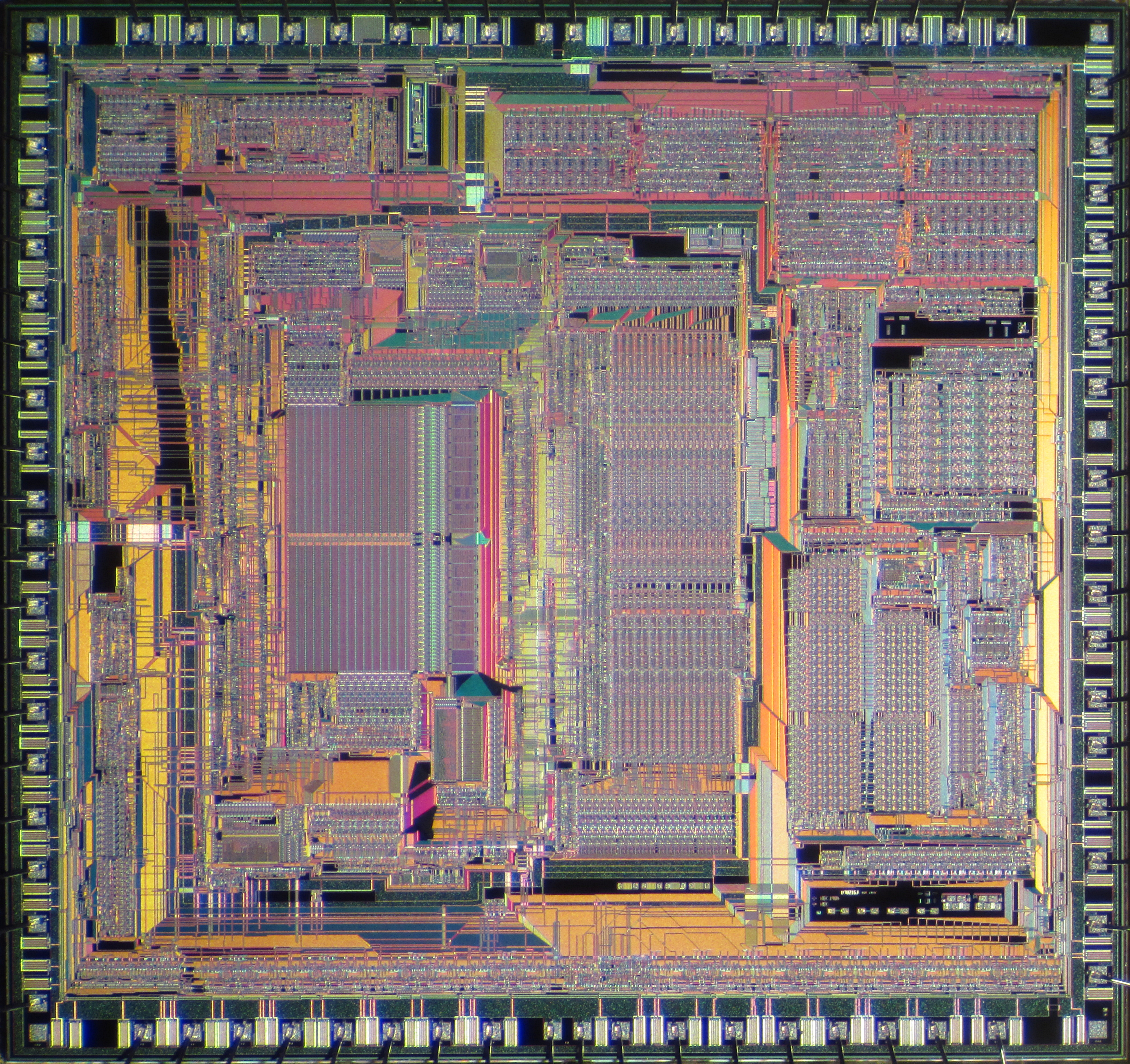
NEC V50
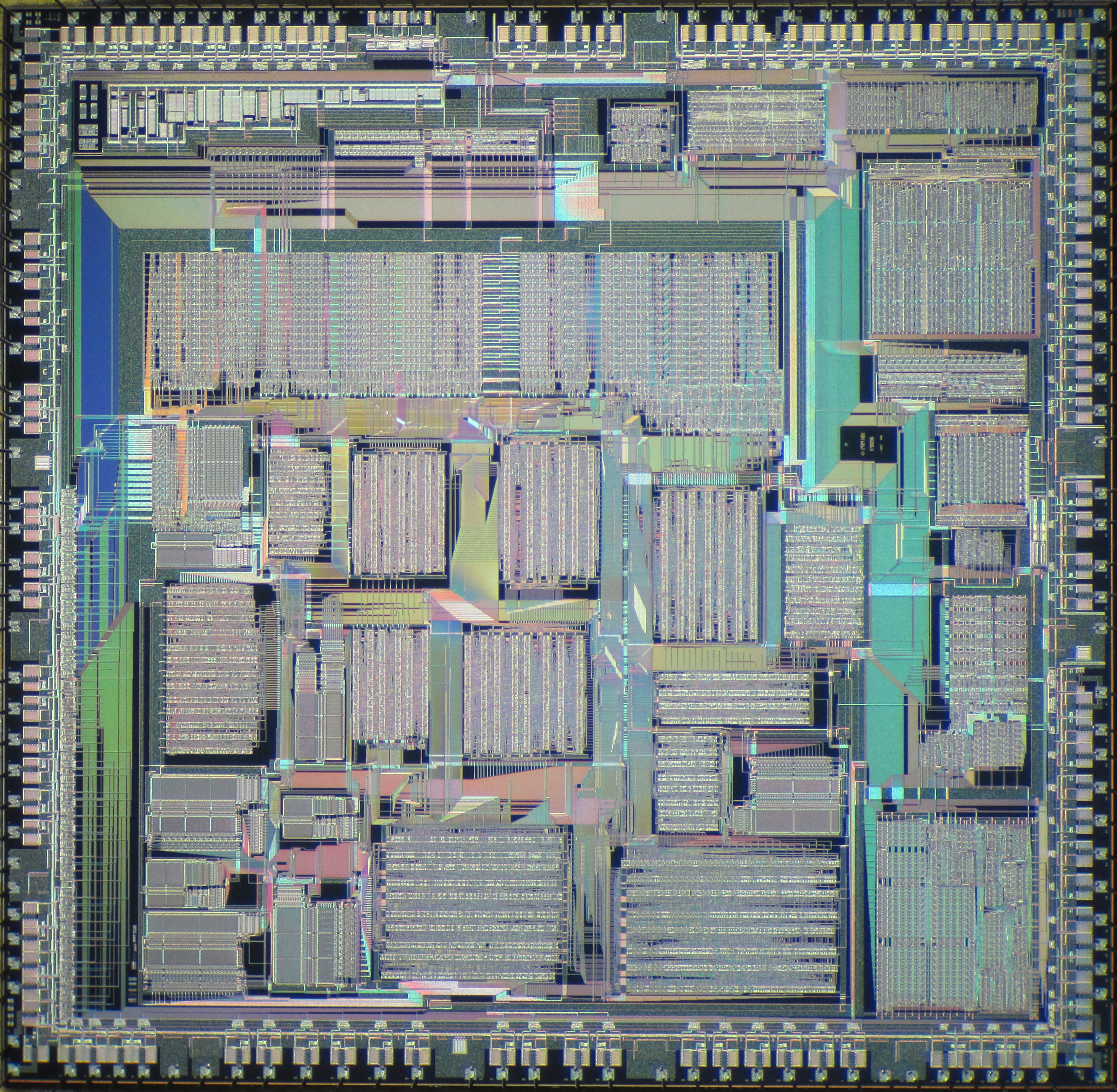
NEC V53

## Fordítás
Ez a szócikk részben vagy egészben  a   NEC V20 című angol Wikipédia-szócikk ezen változatának fordításán alapul.  Az eredeti cikk szerkesztőit annak laptörténete sorolja fel. Ez a jelzés csupán a megfogalmazás eredetét és a szerzői jogokat jelzi, nem szolgál a cikkben szereplő információk forrásmegjelöléseként.